# Apostolska nunciatura v Burundiju
Apostolska nunciatura v Burundiju je diplomatsko prestavništvo (veleposlaništvo) Svetega sedeža v Burundiju, ki ima sedež v Bujumburi.
Trenutni apostolski nuncij je Franco Coppola.

## Seznam apostolskih nuncijev
- Vito Roberti (1963–15. avgust 1965)
- William Aquin Carew (27. november 1969–10. maj 1974)
- Nicola Rotunno (29. junij 1974–13. april 1978)
- Donato Squicciarini (31. avgust 1978–16. september 1981)
- Bernard Henri René Jacqueline (24. april 1982]] - oktober [[1985)
- Pietro Sambi (10. oktober 1985–28. november 1991)
- Rino Passigato (4. maj 1996–18. marec 1996)
- Emil Paul Tscherrig (4. maj 1996–8. julij 2000)
- Michael Aidan Courtney (18. avgust 2000–29. december 2003)
- Paul Richard Gallagher (22. januar 2004–19. februar 2009)
- Franco Coppola (16. julij 2009–danes)